# Коровино (Верховажский район)
Коровино — деревня в Верховажском районе Вологодской области.
Входит в состав Нижне-Важского сельского поселения (до 2015 года входила в Терменгское сельское поселение), с точки зрения административно-территориального деления — в Терменгский сельсовет.
Расстояние по автодороге до районного центра Верховажья — 13,5 км, до деревни Куколовской — 1,4 км. Ближайшие населённые пункты — Коптяевская, Каличье, Куколовская.
По переписи 2002 года население — 9 человек.